# Гарда (језеро)
Језеро Гарда (итал. Lago di Garda или Benaco) је највеће језеро Италије. Налази се на северу државе, између три покрајине: Ломбардије (провинција Бреша), Венета (провинција Верона) и Трентина-Јужног Тирола (провинција Тренто).
На северу је у облику уског левка, док се према југу шири. Језеро је веома важна туристичка мета, коју због благе климе и природних лепота сваке године посећују стотине хиљада гостију.

## Географски положај
Северни део језера се налази у депресији у подножју Алпи и окружен је планинама, док је јужни део језера у горњем делу Падске низије, тако да се језеро шири и постаје све плиће.. Језеро је дугачко 51,9km, на најширем месту широко 16 km, налази се на надморској висини од 65 m, а највећа измерена дубина је 346 m.
Језеро Гарда је проточно језеро. Главна притока је река Сарка а отиче реком Минћо која се улива у По.

## Острва
Језеро има пет острва, а највеће је острво Гарда на којем се налази леп дворац из 18. века. У близини се налази и острво Сан Бјађо, које је удаљено од обале 200 метара.
Треће острво по величини је Тримелоне, на којем се раније налазила барутана, са неексплодираним бомбама из првог и Другог светског рата. Два најмања острва се зову Острво Снова и Острво Маслина.

## Клима
Велика количина воде у језеру Гарда ублажава умерено континенталну климу Падске низије на југу и Алпи на северу, тако да су зимске температуре блаже, а лета нису спарна као у околини. Ти ефекти се ограничавају само на непосредну околину језера, док се на неколико стотина метара удаљености не осећају. Клима језера умногоме зависи и од ветрова, који су на језеру Гарда свакодневни и константни. Места са најблажом климом су Лимоне, Гардоне Ривијера, Дезенцано дел Гарда, Сирмионе док је најсвежија Рива дел Гарда.

## Ветрови
- Пелер: то је ветар који долази са севера и дува на читавом језеру а посебно је јак на северном и средњем делу. Почиње сваке ноћи око 2 – 3 сата и дува до подне (11-12). Лети је најјачи, до 15 m/s тако да ствара таласе и омогућава бављење виндсурфом
- Ора: дува из равнице (падске низије) према северу. Почиње чим престане дувати пелер (12-13) и траје до касно поподне.
- Понал: је типичан летњи ветар јаког интензитета. Дува из долине Ледро (итал. Valle di Ledro) према језеру у јутарњим и вечерњим сатима.
- Бали, је северни ветар типичан за зимски период, који проузрокује пад температура као и снег. Може достићи брзина од 20 m/s и проузрокује велике таласе.
- Андер: је константан ветар који дува са југозапада у раним поподневним часовима и траје само пар сати. Обично је ограничен на јужни део језера..

## Флора и Фауна
Типична вегетација језера Гарда је кестен, орах, маслина, грожђе. Уз обале успевају олеандри, мимозе, чемпреси. Обала Вероне је позната као «Ривијера Маслина», јер су маслине донесене још у етрурско доба, а данас су постале типично дрво око језера Гарда.
Западна обала (која припада провинцији Бреша) је позната као Ривијера Лимуна: овде се и данас могу наћи карактеристични вртови са стубовима (такозване Лимонаје), који су се зими затварали стакленим прозорима да лимун не би патио због хладноће.

## Туризам
Важнија туристичка места уз језеро Гарда су: Сирмионе, Дезенцано дел Гарда, Манерба, Сало, Гардоне, Гарњано, Тињале, Тремозине, Лимоне, Рива дел Гарда, Малчезине, Бардолино и Пескијера.
Језеро Гарда је познато по узгоју маслина и винограда. Узгој лимуна је некад био веома важна привредна грана, док се данас узгаја само као туристичка атракција.

## Занимљивости
- На језеру Гарда се од 1951. године сваког првог викенда у септембру одржава једриличарска регата под називом Ћенто миља (итал. centomiglia) на којој учествује више од 300 једрилица из целог света. Креће се из Гарњана, према северу до Риве, па на југ до Дезенцана и на крају се враћа у Гарњано (што износи отприлике 100 наутичких миља). Регата траје између 6 и 30 сати (зависи од ветра и врсте једрилице).[2]
- На северном делу језера који припада региону Трентино-Јужни Тирол забрањена је пловидба приватним моторним чамцима да би се избјегло загађивање језера (док је на осталом делу језера дозвољена).